# (5896) Narrenschiff
(5896) Narrenschiff ist ein Asteroid des Hauptgürtels, der am 12. November 1982 von der ukrainischen Astronomin Ljudmyla Karatschkina am Krim-Observatorium in Nautschnyj (IAU-Code 095), etwa 30 km von Simferopol entfernt, entdeckt wurde.
Benannt wurde er nach der 1494 gedruckten spätmittelalterlichen Moralsatire Das Narrenschiff von Sebastian Brant (1457–1521), das das erfolgreichste deutschsprachige Buch vor der Reformation war.